# Orchestina tubifera
Orchestina tubifera là một loài nhện trong họ Oonopidae.
Loài này thuộc chi Orchestina. Orchestina tubifera được Eugène Simon miêu tả năm 1893.